# Otto Oktavián Krejčí
Otto Oktavián Krejčí (ur. 1 maja 1908 w Koszycach – zm. 22 czerwca 1978 w Starym Smokowcu) – słowacki przewodnik i ratownik tatrzański, etatowy pracownik słowackich tatrzańskich służb ratowniczych.
Tatry zaczął poznawać od 1919, początkowo turystycznie, następnie również wspinaczkowo. Od 1930 r. dorywczo zaczął się zajmować pracą przewodnika turystycznego w Tatrach. W 1936 r. podjął pracę naczelnika poczty w Szczyrbskim Jeziorze, a następnie w Smokowcu. Pracę przewodnika kontynuował w latach powojennych, uzyskując w 1968 r. uprawnienia przewodnika tatrzańskiego I klasy. Znał kilka języków obcych i w związku z tym prowadził w góry klientów z wielu krajów świata, niektórych z nich wielokrotnie. Przez wiele lat był również osobistym przewodnikiem generała i prezydenta Czechosłowacji, Ludvíka Svobody.
Jako członek Klubu Czechosłowackich Turystów (KČST) już na początku lat 30. brał udział w akcjach ratunkowych w Tatrach. W latach 1939–1949 pełnił obowiązki przewodniczącego Komisji Ratowniczej (Záchranný sbor) Klubu Słowackich Turystów i Narciarzy (KSTL) w Smokowcu. Podejmowane m.in. przez niego starania o utworzenie zawodowej służby ratownictwa górskiego w ówczesnej Czechosłowacji zaowocowały w 1950 r. powołaniem do życia Tatrzańskiej Służby Górskiej (THS), a następnie w 1954 r. ogólnokrajowej Służby Górskiej (HS). Krejčí został jej etatowym pracownikiem.
Spoczywa na cmentarzu w Nowym Smokowcu.